# マーカス・ライト
マーカス・ライト（Marcus Snowell "Marc" Wright、1890年4月21日- 1975年8月5日）は、アメリカ合衆国の元陸上競技選手である。1912年に開催されたストックホルムオリンピックの棒高跳で、銀メダルを獲得した。

## 経歴
ストックホルムオリンピックのアメリカ国内最終予選で、ライトは当時の世界最高記録4m15cmを跳んで史上初の4m台ジャンパーとなり、アメリカ代表に選出された。世界記録を保持していたにもかかわらず、IC4A主催の選手権での優勝経験はなく、1912年の4位タイと1913年の2位タイが目立つ程度の成績だった。
ストックホルムオリンピックの棒高跳は、1912年7月10日（予選）、7月11日（決勝）の日程で実施された。11の国から出場した25人の選手は2つの組に分けられ、予選通過基準3m65cmの跳躍に挑んだ。予選2組に出場したライトは、3m65cmで1回失敗したものの、2回目の跳躍を成功して決勝に進んだ。
翌日の決勝には、予選を勝ち残った11人の選手が出場した。決勝は3m40cmから始まり、これは全員が成功した。3m50cmの試技で1名が脱落し、当時のオリンピック記録に並ぶ3m75cmでさらに3名が脱落した。3m80cmでまた1名脱落し、勝負は3m85cmまで進んだ。ここでカナダ代表のウィリアム・ハルペニーが肋骨を2本折ってしまい、担架に乗せられてフィールドから去って行った。3m85cmの跳躍に成功したのは、いずれもアメリカ代表のハリー・バブコック、フランク・ネルソン、ライトの3人であった。バーの高さは3m95cmに上がり、バブコックだけが跳躍に成功して金メダルを獲得し、ネルソンとライトが銀メダル、ハルペニーを含む3m80cmの跳躍成功者3人が銅メダルを獲得することになった。
ライトはダートマス大学を1913年に卒業した。1912年7月8日から1920年8月20日まで棒高跳の世界記録を保持していた。1975年にマサチューセッツ州リーディングで死去した。